# Olsenbanden jr. – Første kupp
Olsenbanden jr. – Første kupp (deutsch: Olsenbande Junior – Der Olsenbande erster Coup) ist eine norwegische Fernsehserie für Kinder, die als Weihnachtsserie (Julekalender) im TV 2 erstmals zu Weihnachten 2001 gesendet wurde. Die Fernsehserie ist eine Neuverfilmung der bereits zuvor erschienenen dänischen Fernsehserie Olsen-bandens første kup. Die norwegische Übersetzung, die Anpassung des Drehbuchs und Remakes übernahmen Sverre Holm (ehemaliger norwegischer Benny-Darsteller) und Arne Lindtner Næss. Die Fernsehserie wurde von Nordisk Film für TV 2 (Norwegen) produziert, die Regie dazu  führten Beate Eriksen und Arne Lindtner Næss sowie den Schnitt Helge Billing. Die Serie war zugleich der Beginn und der erste Teil der erfolgreichen eigenen Olsenbande-Junior-Filmreihe in Norwegen.

## Handlung

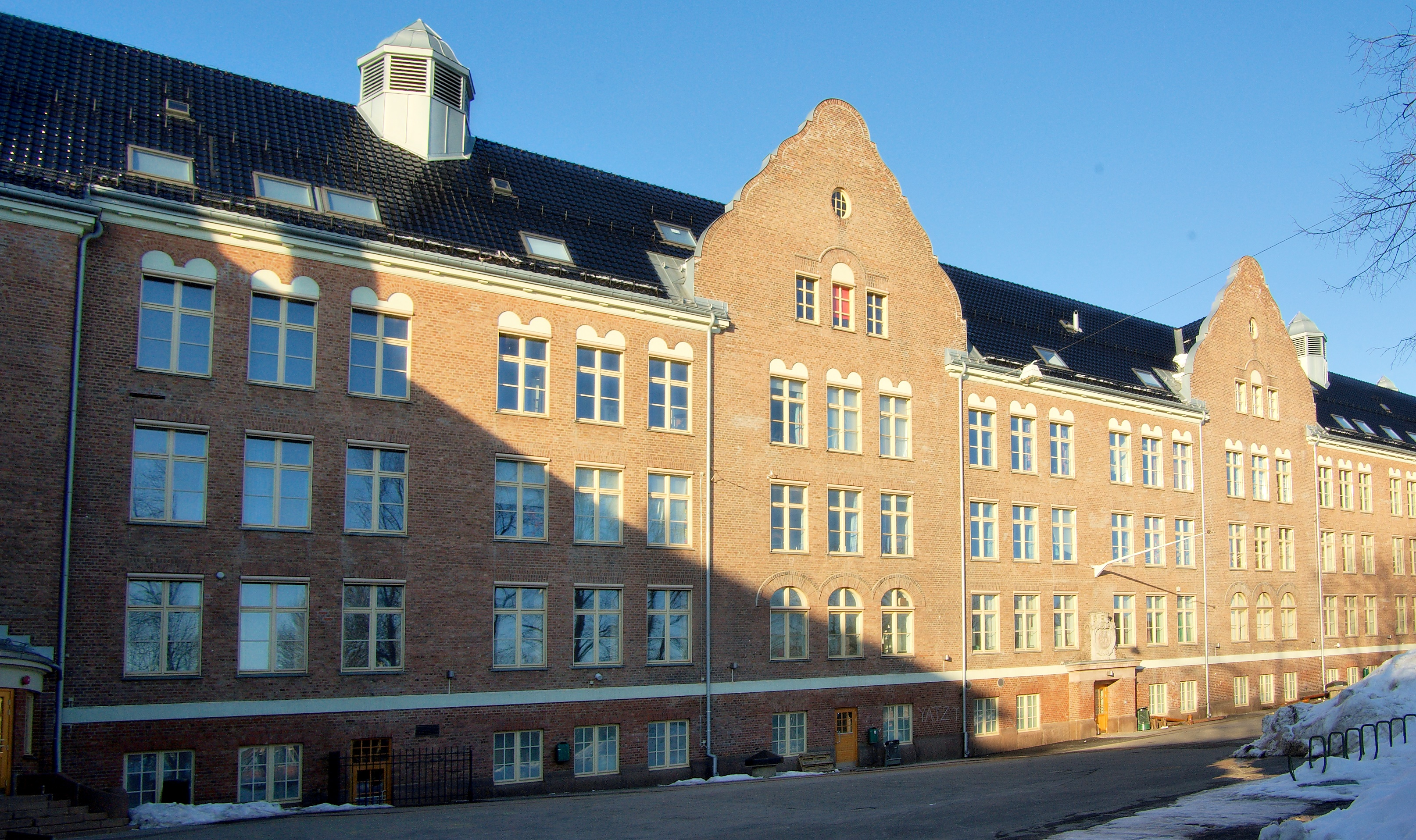
Die Osloer weiterführende Schule Fagerborg videregående skole (Fagerborg Gymnasium) ist hier die Schule der Olsenbande-Junior und Haupthandlungsort.

Es ist Anfang Dezember am Ende der 1950er-Jahre und Weihnachten steht kurz vor der Tür. Egon Olsen wohnt in dem Waisenhaus Lykkebo, einem Kinderheim in Oslo. Egon wird in eine neue Klasse mit gleichaltrigen, zwölf bis dreizehn Jahre alten Schülern versetzt. In der Klasse lernt er seine neuen Kameraden Kjell Jensen und Benny Fransen kennen, mit denen er sich schnell anfreundet. Zusammen mit Dynamit-Harry gründen sie die Olsenbande (Die Olsenbande). Wie jedes Jahr wird ein Preis zu Weihnachten ausgelobt, den Egon mit der Olsenbande für das Heim gewinnen möchte. Egon beobachtet zufällig die Machenschaften der Heimleitung, so unter anderem Herrn Hallandsen (Direktor des Kinderheimes) und seinen Kumpanen, wie sie das Weihnachtspreisgeld sowie einen weiteren großen Geldbetrag unterschlagen wollen. Gemeinsam mit seiner Junior-Olsenbande will Egon das Geld aus Hallandsens Tresor wiederbeschaffen und der Gerechtigkeit zum Siege verhelfen. Egon hat  natürlich einen Plan, um seine Gegner auszutricksen. Aber auch Hallandsen hat Pläne, er braucht sehr viel Geld, um das Land in Richtung Bahamas für immer verlassen zu können. Durch den Einsatz von falschen Weihnachtsmännern, die sich aus dem Vorstand seines Heimes rekrutieren, möchte er zusätzlich Verwirrung stiften. Die Weihnachtsmänner nehmen die Gaben mit, anstatt sie an die Kinder zu verteilen. Für die Olsenbande stellt sich die große Frage, ob es ein Weihnachten für die Kinder des Heimes und für die Olsenbande in diesem Jahr geben wird. Für Kjell geht es in der Hauptsache darum, dass er Valborg seine große Liebe beweisen kann. Außerdem wird noch Kjells Vater Basse von Hallandsens Kumpanen entführt. Bei der Umsetzung von Egons Plänen kommt der Olsenbande zusätzlich  Biffen (Dummes Schwein) mit Knut und Jonny als gegnerische Bande in die Quere. Biffen fungiert auch als Handlanger von Hallandsen und macht außerdem noch Kjell Valborg als Freundin streitig. Nach ein paar Missgeschicken sind Kriminalkommissar Hermansen und sein Assistent Holm der Olsenbande auf den Fersen, anstatt Hallandsens Machenschaften nachzugehen. Zu guter Letzt können sie Hallandsens Pläne vereiteln. Sie übergeben ihn, den mitverwickelten Rektor der Schule und seine Bande der Polizei sowie können das unterschlagene Geld für das Kinderheim retten. Weihnachten ist für alle Kinder gerettet und Kjell kann wieder auf Valborgs Liebe hoffen.

## Episoden
| Episoden Nr. | Erstausstrahlung im norwegischen Fernsehen TV 2 | Plot |
| ------------ | ----------------------------------------------- | --- |
| 1            | 1. Dezember 2001                                | Bei Kjells Familie zu Hause laufen die Weihnachtsvorbereitungen auf Hochtouren. Seine Mutter Gudrun arbeitet in ihrem Tante-Emma-Laden und hat vor lauter Weihnachtsstress bzw. Weihnachtsvorbereitungen kaum noch Zeit. Kjells Vater Basse ist als Weihnachtsmann für die Kinder der Gegend unterwegs. In die Schulklasse von Kjell und Benny kommt mit Egon Olsen ein neuer Klassenkamerad, der aus dem örtlichen Waisenhaus Lykkebo in Oslo stammt. Benny und Kjell geraten mit der Biffen-Bande, bestehend aus Biffen (Dummes Schwein), Knut und Jonny, in Konflikt. |
| 2            | 2. Dezember 2001                                | Egon beobachtet wie Hr. Hallandsen, der Kinderheimleiter, mit dem Vorstand des Heimes plant das jährlich ausgelobte Weihnachtsgeld zu unterschlagen. Olsen will dafür Beweise in Hallandsens Büro suchen. Egon freundet sich schnell mit Benny und Kjell an. Gemeinsam gründen sie mit Dynamit-Harry die Olsenbande. Kjell verbringt die meiste Zeit damit, von seiner großen Liebe Valborg, die ebenfalls in seiner Klasse ist, zu träumen. |
| 3            | 3. Dezember 2001                                | Nach einem neuerlichen Versuch der Biffenbande, Benny und Kjell zu drangsalieren, kann Egon diesmal Biffen hereinlegen und dabei vor der Klasse blamieren. Egon weiht Benny und Kjell in seinen Plan ein. Als Olsenbande wollen sie gemeinsam in Hallandsens Büro eindringen. Die entsprechenden Beweise für Hallandsens Unterschlagungen befinden sich dort in einem Tresor. Mit Egons Plan und einer Vielzahl von Werkzeugen versuchen dort vergeblich einzudringen. Kjells Vater Basse, der gerade wieder als Weihnachtsmann unterwegs ist, wird von zwei Leuten Hallandsens entführt. |
| 4            | 4. Dezember 2001                                | Egon hat die falsche Ziffernkombination und ist außerdem kein Tresor der Firma Franz Jäger Berlin, deswegen schafft er es nicht den Panzerschrank zu öffnen. Die Bande wird von Hallandsen überrascht und muss unverrichteter Dinge fliehen. Die Operation Hallandsen ist vorerst gescheitert. Egon hat aber einen neuen Plan, um in Hallandsen Büro einzudringen. Dazu besorgen sie sich einen ausgestopften Bären aus dem Biologie-Vorbereitungszimmer der Schule. Das mannsgroße Bärenpräparat soll nach Egons Plan als trojanisches Pferd dienen. |
| 5            | 5. Dezember 2001                                | Mithilfe des ausgestopften Bären mit Egon Olsen drin hoffen sie nun endlich in Hallandsen Büro zu kommen. Benny und Kjell stellen dazu den "ausgestopften Bären" vor dem Waisenhaus ab. Hallandsens Sekretärin schiebt, wie erwartet, den Bären ins Büro. Diesmal läuft anscheinend alles nach Plan, Egon kann den "roten Koffer" mit den Betrugs-Beweisen diesmal Mithilfe einer Sprengung Dynamit-Harrys aus dem Tresor holen. |
| 6            | 6. Dezember 2001                                | Die Olsenbande-Junior will den ominösen roten Koffer mit den Beweisen der Polizei übergeben und Hallandsen & Co. wegen Betrug und Unterschlagung anzeigen. Hallandsen entdeckt den Diebstahl und vermutet, dass die Olsenbande die Täter sind und zeigt den Diebstahl bei der Polizei an. |
| 7            | 7. Dezember 2001                                | Hallandsen bietet einen Tausch an. Die Olsenbande soll den roten Koffer gegen den von Hallandsens Leuten entführten Vater von Kjell, Basse, eintauschen. Hallandsen will sich der Beweise schnell entledigen und versteckt sie in einem Papierkorb. Egon gelingt es nach dem erfolgreichen Austausch beinahe wieder den roten Koffer in seine Hände zu bekommen, aber es kommt ihm ein Landstreicher dazwischen, der den Koffer an sich nimmt. |
| 8            | 8. Dezember 2001                                | Egon kann dem Landstreicher den Koffer wieder abnehmen. Benny und Kjell, die gerade mit Valborg und Ingrid flirten, werden von der Biffenbande überrascht. Biffen nimmt daraufhin der Olsenbande den Koffer wieder ab. Egon ist vor Wut außer sich. Die Polizei glaubt der Olsenbande-Junior ohne die unzugänglichen bzw. entsprechenden Beweise natürlich auch nicht. Biffen versucht vergeblich den roten Koffer zu öffnen. |
| 9            | 9. Dezember 2001                                | Biffen schließt den Koffer in seinem Schulspind ein. Heute wird in der Schule eine große Party gefeiert. Egon hat natürlich wieder einen Plan. Er will die anstehende Schülerparty für seinen neusten Coup nutzen. Benny und Kjell interessieren sich aber in erster Linie für die Mädchen ihrer Klasse. Während Benny und Kjell die Klasse ablenken soll, wollen Dynamit Harry und Egon durch eine Sprengung den Koffer aus Biffens Spind holen. Beim ersten Versuch erwischt Dynamit Harry den falschen Spind. Beim zweiten Anlauf gelingt es zwar den Koffer zu bergen, aber die Olsenbande wird vom Hausmeister der Schule überrascht und muss den Koffer in einem Schrank versteckt zurücklassen. Der Hausmeister findet den Koffer natürlich und stellt diesen in seinem Schul-Fundbüro sicher. |
| 10           | 10. Dezember 2001                               | Knalltüten, Hängeohren, Pappnasen, ...! Egon ist außer sich vor Wut. Er macht Benny und Kjell für das erneute Scheitern seines Planes verantwortlich. Die Olsenbande gibt aber nicht auf, ein neuer Plan muss her, um den roten Koffer aus dem Fundbüro zu holen. Egon vertraut sich dem Rektor der Schule an, in der Hoffnung, dass er ihm vielleicht helfen könnte. Kjell will Valborg eine kleine Aufmerksamkeit schenken. Biffen tauscht in einem günstigen Moment die Naschereien gegen einen alten Kaugummi aus. Kjell macht sich dadurch bei Valborg unbeliebt. |
| 11           | 11. Dezember 2001                               | Egon versucht erneut Hilfe beim Rektor zu bekommen. Er ahnt aber noch nicht, dass er auf Hallandsens Seite steht. Der Koffer liegt jetzt noch immer im Fundbüro des Hausmeisters, der Rektor, die Biffen-Bande sowie die Olsenbande versuchen vergeblich diesen sich im Fundbüro wiederzuholen. Sie scheitern alle an der Dienstbeflissenheit und der Aufmerksamkeit des Hausmeisters. Basse wird erneut bei seiner Tätigkeit als Weihnachtsmann entführt, diesmal von zwei falschen Weihnachtsmännern (Hallandsens Kumpanen). |
| 12           | 12. Dezember 2001                               | Gudrun, die Mutter von Kjell, ist völlig verzweifelt, da ihr Mann schon wieder spurlos verschwunden ist. Egon hat schon wieder eine Idee, um an den roten Koffer zu kommen. Dazu stehlen sie aus der Mädchengarderobe Luciafest-Kostüme mit den entsprechenden Utensilien. Sie werden beinahe erwischt, können aber die Schuld Biffen zuschieben. Biffen verscherzt es sich dadurch mit Valborg. Kjell kann dafür wieder bei Valborg punkten. |
| 13           | 13. Dezember 2001                               | Am 13. Dezember wird in der Schule der Luciatag gefeiert. Es findet dabei ein Festumzug der Mädchen durch das Schulgebäude statt. Die Biffenbande und Herman (der Sohn Hermansens) kontrollieren den entsprechenden Bereich, um so zu verhindern, dass die Olsenbande wieder in die Nähe des Koffers kommt. Gemäß Egons Plan verkleiden sie sich als Luciafest-Mädchen, um so unerkannt zum Fundbüro-Zimmer des Hausmeisters zu kommen. Der Plan gelingt, die Olsenbande kann den Hausmeister und ihre Widersacher überlisten. Im letzten Moment werden sie aber von der Biffenbande enttarnt und müssen in die Schulbibliothek fliehen, wo sie eingeschlossen werden. |
| 14           | 14. Dezember 2001                               | Die Olsenbande Junior ist immer noch in der Bibliothek eingesperrt. Die Biffenbande bemerkt das Fehlen des Koffers. Sie entdecken das Versteck der Olsenbande und alarmieren den Hausmeister. Für die Olsenbande bleibt nur die Flucht durch ein kleines, schwer zugängliches Fenster. Hallandsen und der Rektor überlegen, wie sie den roten Koffer wiederbekommen können. Die Olsenbande beschließt fataler Weise den Rektor der Schule um Hilfe zu bitten, damit die Machenschaften mit den Beweisen aus dem Koffer aufgedeckt werden können. |
| 15           | 15. Dezember 2001                               | Egon Olsen händigt den roten Koffer an den Schulrektor aus, damit er mithilft Hallandsen zu überführen. Zu spät erkennt er, dass der Rektor mit Hallandsen befreundet ist und damit auf der falschen Seite steht. Kjell braucht Egons hundertprozentige Hilfe. Zunächst gilt es nämlich Basse zu befreien, den Kjell in Hallandsens Händen vermutet. Nach Egons Plan setzt Benny mit einem Katapult die Weihnachtsbaumbeleuchtung vor Egons Kinderheim außer Gefecht. Durch diese Ablenkung kann Kjell in den Keller des Heimes eindringen und seinen Vater befreien. Basse hat sich allerdings in seiner Gefangenschaft mit alkoholhaltigen Naschereien und Schnaps beschwipst. |
| 16           | 16. Dezember 2001                               | Gudrun ist sehr verärgert, weil Basse betrunken zu Hause ankommt. In der Schulklasse der Olsenbande beginnen die Vorbereitungen für das große Weihnachtsspiel und zugleich das Casting für die Hauptrollen. Kjell will unbedingt mit Valborg als Maria und Josef auftreten, blamiert sich aber bei den Proben und wird vom Klassenlehrer für die Rolle abgelehnt. Egon wird für einige Vorkommnisse der letzten Tage verantwortlich gemacht und muss in den Arrest des Kinderheimes. |
| 17           | 17. Dezember 2001                               | Benny und Kjell warten sehnsüchtig vor dem Heim, bis Egon wieder herauskommen darf, wo er dann feierlich mit Fähnchen empfangen wird. Zugleich hat er einen Plan um wieder in Besitz des roten Koffers zu kommen. Dieser befindet sich in einem Panzerschrank der Firma Franz Jäger Berlin, der im Büro des Rektors der Schule steht. Der Vorstand des Waisenhauses Lykkebo will die unterschlagenen Gelder für seine "Bahamas-Urlaubsreise" und privaten Luxus zweckentfremden. Das Weihnachtsfest hängt dadurch dieses Jahr für alle Kinder am seidenen Faden. Der Waisenjunge Egon Olsen weigert sich das zu akzeptieren. Seine Klassenkameraden Benny und Kjell sichern ihm für den Kampf um Weihnachten erneut ihre Unterstützung zu. Kjell hat aber auch andere Sorgen, denn er ist in Valborg verliebt und weiß nicht, wie er ihr Herz erobern soll. Mit Biffen buhlt außerdem ein großer Rivale um Valborgs Gunst. Zu Kjells Leidwesen wird ausgerechnet Biffen für die Rolle des Josef gecastet und darf mit Valborg zusammen als das "heilige Paar" auftreten. Die Olsenbande soll nun die Heiligen Drei Könige spielen, was Egon natürlich sofort in seinen neusten Plan einbezieht. |
| 18           | 18. Dezember 2001                               | Das große Weihnachtsspiel in der Schule beginnt. Egon, Benny und Kjell treten als die drei heiligen Könige auf. Nach Egons Plan, wollen sie während ihres Auftrittes den roten Koffer aus dem Büro des Rektors der Schule holen. Außer dem Lehrkörper, Schülern und Eltern sind auch Hallandsen, der Rektor sowie die Polizei unter dem Publikum. Die Olsen-Bande muss verstärkt aufpassen, damit dieses „sehr aufmerksame Publikum“ nichts bemerkt. Während ihres Auftrittes als die „drei heiligen Könige“ will sich Egon unbemerkt von der Bühne verdrücken. Als Ersatz wird eine Gummiattrappe mit Egons Kostüm von Dynamit-Harry im Hintergrund aufgeblasen, so dass sein Verschwinden nicht auffällt. Egon kann so unbemerkt im Büro des Rektors einsteigen und sich aus dem Tresor wieder den Koffer holen. |
| 19           | 19. Dezember 2001                               | Benny und Kjell stehen mit der Egon-Ersatz-Puppe auf der Bühne und das Weihnachtsspiel ist immer noch in vollem Gange. Es läuft wieder nicht alles so, wie Egon es geplant hat. Eigentlich sollte Egon beim Zuziehen des Bühnenvorhanges über eine spezielle Konstruktion mit Seilen vom Fenster des Rektor-Büros aus in die Höhe gezogen werden, was aber durch einen Disput zwischen dem Klassenlehrer und dem Hausmeister vorerst scheitert. Egon wird durch Hallandsen, der im Büro des Rektors nach dem Rechten sieht, entdeckt. Im letzten Moment und mit erheblicher Verspätung wird Egon doch noch aufgezogen und kann wieder unbemerkt seinen Platz auf der Bühne neben Benny und Kjell einnehmen. Nachdem dann Valborg als Maria ein Abschluss-Solo auf der Bühne singt, taucht noch einmal unerwartet die Egon-Gummipuppe neben ihr auf. Dynamit-Harry ist eingeschlafen und hat dabei unbewusst das Ventil seiner Gasflasche geöffnet, wodurch die Puppe erneut aufgeblasen wird. Die Egon-Ersatz-Gummipuppe wird zum Schrecken des Publikums immer größer und explodiert schließlich. Glücklicherweise kommen alle mit dem Schrecken davon. Die Olsenbande und Dynamit-Harry wollen jetzt den Beweis-Koffer an Kriminalkommissar Hermansen und dessen Assistenten Holm übergeben. Hallandsen und der Rektor geben aber an, dass der Koffer ihnen gehöre und sich darin nichts Relevantes befinde. Schließlich glaubt man ihnen, da alles sowieso gegen die Olsenbande spricht, die daher mit Dynamit-Harry verhaftet werden soll. |
| 20           | 20. Dezember 2001                               | Dies ist jedoch leichter gesagt, als getan. Sie können Polizeiassistent Holm, der die Handschellen anlegen will, austricksen und dabei entkommen. Die Polizei bleibt ihnen aber dicht auf den Fersen. Um unbemerkt aus dem Schulgebäude zu entkommen, verstecken sie sich in Säcken, die der Hausmeister gerade nach abtransportieren will. Hermansen und Holm bemerken zu spät, dass sie schon wieder ausgetrickst wurden. |
| 21           | 21. Dezember 2001                               | Die drei Jungs der Olsen-Bande sind spurlos verschwunden. Es kursieren die wildesten Gerüchte über ihre Taten und ihren Verbleib. Sie finden in einem Schuppen ein ideales Versteck. Die Polizei sucht und beobachtet die Olsenbande und ist ihnen dadurch schon ganz dicht auf der Spur. Hallandsens Leute können die Olsenbande überlisten und entführen. Als die Polizei die Olsenbande in ihrem Versteck verhaften will, ist sie deshalb nicht mehr da. |
| 22           | 22. Dezember 2001                               | Die Olsenbande ist jetzt zusammen mit Basse gefangen, der schon in Hallandsens Keller eingesperrt gewesen war. Die Polizei ist zwar mit Holm und Hermansen wieder ganz in der Nähe, aber diese bemerken natürlich nichts. Auch die Betrügereien und Schwindeleien von Hallandsen haben sie noch immer nicht durchschaut. |
| 23           | 23. Dezember 2001                               | Zur Torlaksmesse am 23. Dezember werden die letzten vorweihnachtlichen Vorbereitungen getroffen. Die Olsenbande ist aber immer noch in Hallandsens Keller gefangen. Hermansen und Holm befinden sich zwar auch in der Nähe, tappen aber noch immer völlig im Dunkeln. Der Rektor der Schule, Hallandsen sowie die als Weihnachtsmänner verkleideten Vorstandsmitglieder des Waisenhauses bereiten dagegen ihre unmittelbare Flucht vor. Sie wollen sich mit dem unterschlagenen Geld in Richtung Bahamas absetzen und haben dazu ein Schiff gechartert, das im Hafen von Oslo auf sie wartet. |
| 24           | 24. Dezember 2001                               | Kann die Olsenbande Junior Weihnachten nun in der letzten Minute noch retten? Es ist jetzt Heiligabend. Die Olsenbande und Basse können durch eine Sprengung Dynamit-Harrys aus ihrem Gefängnis entfliehen. Anschließend beobachten sie im Osloer Hafen die Flucht ihrer Widersacher. Da man der Olsenbande nicht glaubt, können sie die Polizei nicht über alles sowie zur Flucht von Hallandsen und Co. ins Bild setzen. Um die Polizei anzulocken, meldet Egon daher Hermansen anonym einen Vandalismus im Osloer Hafen an der Skulptur Sinnataggen. Die Olsenbande versucht inzwischen im Hafen von Oslo Hallandsen und seine Leute bei ihrer Flucht aufzuhalten. Egon wird von Hallandsen überrascht und auf das wartende Fluchtschiff gebracht. Als die Polizei eintrifft, versuchen Hallandsen und der Rektor mit ihrem Citroën-Bus zu fliehen. Die Polizei kann im letzten Moment Hallandsen, den Rektor und deren Kumpane verhaften sowie das unterschlagene Geld für die Kinder sicherstellen. Für alle Kinder ist Weihnachten nun doch noch gerettet. Die Olsenbande feiert bei Kjells Familie Weihnachten und Kjell kann sich jetzt wieder Valborgs Liebe sicher sein. |

## Andere Verfilmungen und Fortsetzungen
Als eine neue Idee wurde in Schweden Mitte der 1990er-Jahre die Jönssonligan (Jönsson-Bande) als Neuverfilmung der dänischen Olsenbande mit Kindern gedreht, die ähnliche Charaktere wie die schwedischen Erwachsenen-Figuren hatten. Im Gegensatz zu den eigentlichen Jönssonligan-Filmen sind bis jetzt die ersten zwei Junior-Verfilmungen auch in deutscher Sprache synchronisiert worden. Später folgte man in Dänemark und Norwegen diesem Beispiel und erstellte jeweils eigene „Jugendversionen“ der Olsenbande.
Die 24-teilige Weihnachtsserie Olsenbanden jr. – Første kupp ist eine Neuverfilmung der zwei Jahre zuvor erschienenen dänischen 31-teiligen Fernsehserie Olsen-bandens første kup („Die Olsenbande Junior und ihr erster Coup“). Auch die darauf folgende dänische Fortsetzung Olsenbande Junior wurde in Norwegen, leicht verändert, adaptiert. Wie schon bei den anderen norwegischen Senior-Olsenbande-Neuverfilmungen wurden die Namen der Protagonisten der Filme norwegisiert. Während der Name der Hauptperson Egon Olsen blieb, änderte sich der Name von Benny Frandsen in Benny Fransen, von Kjeld Jensen in Kjell Jensen, Børge zu Basse Jensen (hier als Kjells Vater) und von Yvonne zu Valborg sowie von Bøffen (Dummes Schwein) in Biffen.
Während in Dänemark danach keine weiteren Junior-Filme mehr produziert wurden, entstand in Norwegen eine weitere eigene Olsenbande-Junior-Filmreihe ohne entsprechende dänische Vorlagen (2003–2010), deren Teile zu den erfolgreichsten Produktionen der norwegischen Filmgeschichte gehören:
- 2003 Olsenbanden Junior går under vann („Die Olsenbande Junior geht unter Wasser“) – nach dem dänischen Film Olsenbande Junior
- 2004 Olsenbanden Junior på rocker’n („Die Olsenbande Junior rockt“)
- 2005 Olsenbanden Junior på cirkus („Die Olsenbande Junior im Zirkus“)
- 2007 Olsenbanden Junior – Sølvgruvens hemmelighet („Die Olsenbande Junior – Das Geheimnis des Silberstollens“)
- 2009 Olsenbanden jr. Det sorte gullet („Die Olsenbande Junior – Das schwarze Gold“)
- 2010 Olsenbanden jr. Mestertyvens skatt („Die Olsenbande Junior – Der Meisterdieb“)[3]

Einige norwegische Olsenbande-Junior Verfilmungen wurden auch auf den Nordischen Filmtagen in Lübeck mehrfach öffentlich aufgeführt.

## Produktion
Die Fernsehserie Olsenbanden jr. – Første kupp wurde im Sommer 2001 in 60 Tagen gedreht und hatte ein Budget von 18 Millionen Kronen zur Verfügung.

## Veröffentlichung
In Norwegen verfolgten  621 000 Zuschauer am Samstag, den 1. Dezember 2001 bei TV 2 den Start der Weihnachtsserie Olsenbanden jr. – Første kupp, zur zweiten Folge am Sonntag, den 2. Dezember 2001 war es immer noch 620 000 Zuschauer, was in etwa einem Marktanteil von jeweils 39,3 % und 38,9 % entspricht. Nach der Erstausstrahlung im Dezember 2001 bei TV 2 wurde die Fernsehserie mehrmals im norwegischen Fernsehen wiederholt, so unter anderem im Dezember der Jahre 2004 und 2007. Bei der Wiederholungen zu Weihnachten 2012 im norwegischen Fernsehen waren allerdings schon deutlich geringere Einschaltquoten zu verzeichnen, mit etwa 58 000 Zuschauern zur ersten Folge. Des Weiteren wurde die Serie ab 2003 auch als Film auf VHS und auf DVD veröffentlicht. Eine deutschsprachige Version existiert bisher noch nicht.

## Olsenbanden Jr’s Første Hits
Die aus der Serie bekannt gewordenen Lieder und Songs wurden anschließend noch einmal extra auf einer Musik-CD unter dem Label Olsenbanden Jr’s Første Hits veröffentlicht:
1. Julen er på vei (Stray Kor) – 3:05
2. Julen varer lenge (Asgeir Borgemoen) – 3:48
3. Det skjedde i de dage (Malin Solli) – 3:34
4. Når du er med (Ania Andreassen) – 3:43
5. Juletre Rock (Kvintetten) – 2:36
6. En sang jeg har lyst til å synge (Julia Charlotte Geitvik) – 3:07
7. Det nye år (Viktor Kristoffer Stenhjem) – 3:05
8. Det skal du ha ditt dumme troll (Stray Kor) – 2:47
9. Våres melodi (Ania Andreassen) – 3:05
10. Deg og meg (Trond Brænne) – 2:56
11. Jeg har en plan (Olsenbanden jr.) – 4:04[10][11]